# مارك هاتون
مارك هاتون (بالإنجليزية: Mark Hatton)‏ هو مدرب رياضي بريطاني، ولد في 28 مارس 1973 في ويمبلي في المملكة المتحدة.

## وصلات خارجية
- مارك هاتون على موقع FIL (الإنجليزية)
- مارك هاتون على موقع أوليمبيديا (الإنجليزية)
- مارك هاتون على موقع اللجنة الأولمبية البريطانية (الإنجليزية)